# Warren Wood
Warren Wood (n. 27 aprilie 1887, Chicago, Illinois, SUA – d. 27 octombrie 1926, Pelham⁠(d), New York, SUA) a fost un jucător de golf ce a reprezentat Statele Unite ale Americii, medaliat olimpic. A participat la o ediție a Jocurilor Olimpice (1904) în care a câștigat o medalie de aur.

## Participări
Lista de mai jos prezintă principalele competiții la care a participat Warren Wood de-a lungul carierei.
- golf at the 1904 Summer Olympics – men's team[*]